# 卷须衣科
卷须衣科（学名：Elixiaceae）也称盘耳衣科，为石耳目的一科真菌。

## 下级分类
本科包括以下属：
- 盘耳衣属 Elixia Lumbsch
- Meridianelia G.Kantvilas & H.T.Lumbsch, 2009